# 上野正彦
上野 正彦（うえの まさひこ、1929年1月1日 - ）は、日本の法医学者、医事評論家、作家。元東京都監察医務院長。医学博士（日本大学）。専門は法医学。

## 人物
解剖5,000体以上、検死20,000体以上の死体を見てきた死体の専門家。
茨城県生まれ、小学6年間を北海道美国町（現在の積丹町）で過ごす。実父は美国町で開業医として無償で多くの診療を行い名誉町民となる。地元に旧制中学がないため上京。1954年東邦医科大学卒業後、日本大学医学部法医学教室に入る。1959年医学博士（日本大学）、論文は「酸塩基平衡失調時の寒冷血球凝集反応」、 同年東京都監察医務院に入り監察医となる。1984年同院長。その間､1981年から厚生省医道審議会委員、1984年杏林大学医学部客員教授を務める。1989年に監察医務院長を定年を待たずに退官。退官後執筆した『死体は語る』が大ベストセラーになり、以後テレビ、雑誌などで活躍している。日本推理作家協会会員。文筆活動の他に日本被害者学会理事、お茶の水医療福祉専門学校グループ名誉校長。杉並精神作業所アゲイン運営委員長、社団法人東邦大学東邦会監事などを務めた。法医学者の視点から見た文芸作品を執筆している。
今まで語られることがタブーとされてきた遺体について「悲しくもあり、また不謹慎だが笑える仕事」としてわかりやすく世間に解説した。 幼児虐待の末に我が子を死に至らしめた親に対する怒りと悲しみや、失恋の末に自殺した性別適合手術を受けた元男性を女性と思って解剖した際の驚きのほか、同性愛者で女性より男性の方が繋がりが強い理由などが書かれている。
現役引退後も北村晴男らの依頼により遺体の再鑑定を行うことがある。
無理心中に巻き込まれた場合や家族からの孤立など周囲の環境により自殺せざるを得ない状況に追い込まれた場合は（自筆の遺書があっても）他殺であるという持論があり、自殺が他殺に比べ簡易な捜査で終了してしまうことに異議を唱え、「自殺者の人権が軽んじられている」「法医学者は死者の代弁者である」と訴えた。

## 担当した著名な事件・事故
- 浅沼稲次郎暗殺事件[3]
- 三河島事故
- 吉展ちゃん誘拐殺人事件 - 傷みが激しく死亡時期の判断材料がなかった遺体の口元に生えたネズミモチから死後2年経過していることを見抜いた。
- 全日空羽田沖墜落事故 - 死亡した乗員の司法解剖を担当。検死では墜落時の怪我によるとされた死因の多くが溺死であったことを遺体の錐体内出血から確認した。（それまで泳げる人間が溺死した場合でも全て心臓麻痺で片付けられていたが、出血により三半規管の機能が失われることを上野が発見した）
- ホテルニュージャパン火災 - 事故当日の検死を担当。
- 恵庭OL殺人事件 - 控訴審から参加。死体所見がはっきりしないにも関わらず本来なら絞殺には向かないタオルを凶器と断定したことや、焼死体が股を開いた状態であったことは強姦後の犯行の可能性が高いことなどから、女性容疑者の単独犯とした鑑定書の杜撰さを指摘した[1]。

## 著書
- 『死体は語る』（時事通信社, 1989.9）のち文春文庫
- 『死体は生きている』（角川書店, 1990.9）のち文庫
- 『解剖学はおもしろい』（医学書院, 1994.4）のちプレイブックス
- 『死体は知っている』（角川書店, 1995.6）のち文庫
- 『死体検死医』（角川書店, 1997.9）のち文庫
- 『死体を語ろう』（時事通信社, 1997.5）のち角川文庫
- 『毒殺』（角川書店, 1999.4）『死体は告発する』角川文庫
- 『死体の叫び　保険金殺人鑑定』（ぶんか社, 2001.1）『保険金殺人死体の声を聞け』角川文庫
- 『自殺死体の叫び』（ぶんか社, 2000.1）のち角川文庫
- 『監察医が聞いた死体の祈り』（青春出版社, 2001.12）
- 『死体の嘘 世田谷一家殺人事件から『あしたのジョー』まで』（アスキー, 2001.10）
- 『ずっと死体と生きてきた』（ベストセラーズ, 2001.7）
- 『死体の涙　監察医が見た』（青春出版社, 2001.2）
- 『男と女の悲しい死体　監察医は見た』（青春出版社, 2003.11）
- 『上野正彦の「死体」論』（PHP研究所, 2004.12）「上野正彦の「死体学」ノート」文庫
- 『ヒトは、こんなことで死んでしまうのか　監察医・上野正彦が死因の不思議を科学する』（インデックス・コミュニケーションズ, 2004.9）
- 『死の雑学－舌を噛み切っても死ねない理由』(イーストプレス,2005.12)
- 『女だけの死体ファイル　監察医が明かす』（青春出版社, 2005.10）
- 『「藪の中」の死体』（新潮社, 2005.4）「「死体」を読む」文庫
- 『死体は切なく語る』（東京書籍, 2006.6）のち朝日文庫
- 死体に聴け 監察医という驚くべき仕事 インデックス・コミュニケーションズ, 2006.9.
- 『死体は悩む － 多発する猟奇殺人事件の真実』（角川oneテーマ21, 2007.9）
- 死体との悲しい約束 監察医が交わした　青春出版社、2007
- 『死体は悲しい愛を語る』（東京書籍,2008.3）
- うっかり死んでしまわないための死の雑学　イースト・プレス,　2008.3.
- 死体を科学する　アスキー新書、2008
- 監察医が触れた温かい死体と冷たい死体　朝日新聞出版　2009.2　「神のいない死体」文庫
- 死因を科学する　2009.8.　アスキー新書
- 死なないための智恵　イースト・プレス,　2009.3
- 監察医が書いた死体の教科書 「8何の原則」が謎を解く　朝日新聞出版,　2010.9.
- 監察医の涙　ポプラ社,　2010.6.
- 死体の犯罪心理学　2010.5.　アスキー新書
- 知識ゼロからの身体の不思議入門　幻冬舎,　2010.4.
- 死なない方法 日常に潜む「死」の危険から身を守るために　イースト・プレス,　2011.2.
- 法医学で何がわかるか　青春出版社　2011.7　青春新書インテリジェンス
- 自殺の9割は他殺である 2万体の死体を検死した監察医の最後の提言  カンゼン　2012/12/7

## 共著・監修
- 『死体の証言 推理作家と法医学者が聞き出す 死者が語る隠されたドラマ 異色対談集』山村正夫共著（素朴社,1990.12）のち光文社文庫
- 『「死」をめぐる三つの話』共著（大法輪閣, 1996.7）
- 『死体は語る現場は語る』大谷昭宏共著（アスキー・コミュニケーションズ, 2002.11）
- 『日本の死体韓国の屍体』文國鎮共著（青春出版社, 2002.6）
- 『ザ・モルグ』監修（ぶんか社, 2005.9）

## 翻訳
- 『L.A.検死官極秘ファイル』トニー・ブランチ, ブラッド・シュレイバー 監訳 （イースト・プレス, 2003.11）
- 『美しき死体のサラン<純愛>　監察医が泣いた　天国で結ばれた女と男』ムーン・グッチン　監訳（青春出版社, 2004.6）

## 実写化作品
- 助教授一色麗子 法医学教室の女（1991、テレビドラマ／日本テレビ系）
- 監察医・篠宮葉月 死体は語る（2001-2009、テレビドラマ／テレビ東京系）